# Calamity, une enfance de Martha Jane Cannary
Pour plus de détails, voir Fiche technique et Distribution.
Calamity, une enfance de Martha Jane Cannary (également désigné simplement sous le titre Calamity) est un film d'animation franco-danois réalisé par Rémi Chayé et sorti en 2020.
Le scénario s'inspire librement de l'enfance de Calamity Jane.

## Synopsis
Un convoi de pionniers est en route pour l'Oregon, contrée lointaine de l'ouest. La dernière famille qui rejoint le convoi est celle de Monsieur Cannary, il est pauvre et sa femme est morte. Sa fille ainée Martha Jane Cannary prend beaucoup de responsabilités. Durant cette éprouvante traversée, son père est blessé. Le rôle de Martha Jane va s'amplifier avec divers apprentissages. Elle va être confrontée aux garçons et aux filles du convoi et ce sera compliqué car elle sera repoussée par les uns et les autres.

## Fiche technique
- Titre original : Calamity, une enfance de Martha Jane Cannary
- Réalisation : Rémi Chayé
- Scénario : Rémi Chayé, Sandra Tosello et Fabrice de Costil
- Musique : Florencia Di Concilio
  - Paroles de la chanson Je m'appelle Calamity : Rémi Chayé
- Décors : Patrice Suau et Eddine Noel
- Montage : Benjamin Massoubre
- Direction artistique des voix : Céline Ronté
- Direction de l'animation : Liane-Cho Han
- Production : Claus Toksvig Kjaer, Claire La Combe et Henri Magalon
  - Coproduction : Emmanuel Deletang et Jean-Michel Spiner
- Sociétés de production : Maybe Movies et Norlum
- Société de distribution : Gebeka Films
- Pays de production :  France et  Danemark
- Langue originale : français
- Format : couleur
- Genre : animation, western, comédie dramatique, film d'aventures
- Durée : 82 minutes
- Dates de sortie :
  - France : 28 juin 2020 (Lyon) ; 30 août 2020 (festival d'Angoulême) ; 14 octobre 2020 (sortie nationale)
  - Suisse romande : 14 octobre 2020
  - Belgique : 21 octobre 2020
  - Québec : 26 février 2021
  - Danemark : 29 juillet 2021

## Distribution
- Salomé Boulven : Martha Jane Cannary (future Calamity Jane)
- Alexandra Lamy : Madame Moustache
- Jochen Hägele (en) : Abraham
- Alexis Tomassian : Samson
- Damien Witecka : Robert Cannary, le père de Martha Jane
- Jérôme Keen : le colonel
- Bianca Tomassian : Eve, l'amie de Martha Jane
- Kylian Trouillard : Joshua
- Lévanah Solomon : Esther
- Violette Samama : Stella
- Santiago Barban : Ethan, le fils d'Abraham
- Philippe Vincent : Paterson
- Juan Llorca : Frederick
- Délia Frankiewicz : Lena, la sœur de Martha Jane
- Gaspar Bellegarde : Joe
- Pascal Casanova : le shérif
- Max Brunner : Elijah, le frère de Martha Jane
- Jérémy Bardeau : Carson
- Léonard Louf : Jonas
- Jean-Michel Vaubien : Louis

## Production

### Scénario
Il s'agit d'un récit imaginé par les auteurs, et non d'une biographie de l'enfance de Calamity Jane.

### Musique
La bande originale du film est composée par Florencia Di Concilio. La partition mêle des sonorités empruntées au genre bluegrass (avec des instruments comme le banjo, la guitare, la mandoline, le violon et la contrebasse) et un orchestre symphonique qui lui confère son lyrisme.

## Accueil
Le film a été sélectionné au Festival international du film d'animation d'Annecy 2020 dans la catégorie Longs métrages en compétition (sélection officielle). En raison de la pandémie de Covid-19, cette édition s'est faite « en ligne », mais sans diffusion publique de certains longs métrages, afin notamment de limiter les risques de piratage avant leur exploitation en salles. Pour celui-ci, seul un extrait était disponible. Le film y a obtenu le Cristal du long métrage.
La première projection publique a eu lieu à Lyon le 28 juin 2020.

### Accueil critique
En France, le site AlloCiné propose une moyenne des critiques presse de 4,1⁄5 à partir de l'interprétation de 30 critiques presse.
Le quotidien Libération considère que, « regorgeant de couleurs somptueuses et de paysages grandioses, le nouveau film d'animation du Français Rémi Chayé dépeint l'enfance fantasmée de l'une des plus célèbres figures de l'Amérique du XIXe siècle ».
Selon l'hebdomadaire Le Journal du dimanche, il s'agit d'« un conte initiatique moderne qui parle de quête d'émancipation, de liberté et d'indépendance, tout en développant une réflexion sur le genre qui combat les préjugés dans un univers artistique radical, coloré et inondé de lumière ».

### Box-office
| Pays ou région | Box-office      | Date d'arrêt du box-office | Nombre de semaines |
| -------------- | --------------- | -------------------------- | ------------------ |
| France         | 346 466 entrées | terminé                    |                    |
| Europe         | 29 026 entrées  | terminé                    |                    |
| Total          | 375 492 entrées | terminé                    |                    |

## Distinctions

### Récompenses
- Festival international du film d'animation d'Annecy 2020 : Cristal du long métrage[9]

### Nominations
- Prix du cinéma européen 2020 : meilleur film d'animation
- César 2021 : meilleur film d'animation[10]
- Annie Awards 2021 : meilleur long métrage d'animation indépendant ; meilleur réalisation d'un long métrage d'animation (Rémi Chayé) ; meilleur montage d'un long métrage d'animation (Benjamin Massoubre)

## Produits dérivés
Le film fait l'objet d'une novélisation écrite par l'écrivain Christophe Lambert et publiée en 2020 aux éditions Bayard Jeunesse.